# 劳动党 (土耳其)
劳动党（土耳其語：Emek Partisi，缩写为EMEP）是土耳其的一个共产主义政党。该党成立于1996年11月25日。
该党是非法政党土耳其革命共产党建立的合法组织。该党是马列主义政党和组织国际会议 (团结和斗争)的成员。该党也曾派代表出席共产党和工人党国际会议。
2007年，该党创办生活之声电视台。2016年土耳其未遂政变发生后，生活之声电视台被土耳其当局以“威胁国家安全”为由关闭。
在2023年土耳其大選中，该党作为劳动和自由联盟的一部分参选，该党成员塞夫达·卡拉贾·德米尔在加济安泰普第一选区当选为大国民议会议员，伊斯坎德尔·巴伊汗在伊斯坦布尔第三选区当选为大国民议会议员。

## 历任主席
| #   | 姓名                   | 肖像 | 就任时间       | 离任时间       | 任职时长  |
| --- | ---------------------- | ---- | -------------- | -------------- | --------- |
| 1   | 阿卜杜拉·莱文特·图泽尔 |      | 1996年11月25日 | 2011年5月21日  | 14年177天 |
| 2   | 塞尔玛·古尔坎          |      | 2011年5月21日  | 2020年11月22日 | 9年185天  |
| 3   | 埃尔库门特·阿德尼兹    |      | 2020年11月22日 | 2023年5月16日  | 2年175天  |
| (2) | 塞尔玛·古尔坎          |      | 2023年5月17日  | 2023年12月24日 | 221天     |
| 4   | 塞伊特·阿斯兰          |      | 2023年12月24日 | 现任           | 1年227天  |